# Conus potiguar
Espèce
Conus potiguar est une espèce de mollusques gastéropodes marins de la famille des Conidae.
Comme toutes les espèces du genre Conus, ces escargots sont prédateurs et venimeux. Ils sont capables de « piquer » les humains et doivent donc être manipulés avec précaution, voire pas du tout.

## Taxonomie

### Publication originale
L'espèce Conus potiguar a été décrite pour la première fois en 2019 par les malacologistes Edward James Petuch (d) et David P. Berschauer dans « The Festivus »,.

### Synonymes
- Conus (Dauciconus) potiguar (Petuch & Berschauer, 2019) · appellation alternative
- Poremskiconus potiguar Petuch & Berschauer, 2019 · non accepté (combinaison originale)